# Більш популярні, ніж Ісус
«Ми більш популярні, ніж Ісус» (англ. We're more popular than Jesus) — фраза, вимовлена учасником групи The Beatles Джоном Ленноном під час інтерв'ю 1966 року, в якому він стверджував, що християнство зникне раніше, ніж рок-музика. Також музикант заявляв, що «Ісус сам по собі був нічого, але його послідовники тупі і рядові. І саме їхні перекручення гублять християнство в мені».
Висловлення Леннона насправді було цитатою з інтерв'ю журналістці Морін Клів, яка надрукувала його в матеріалі для лондонської газети Evening Standard в березні 1966 року. Спочатку ці слова не викликали жодної помітної суспільної реакції. Однак коли американський підлітковий журнал Datebook процитував Леннона п'ять місяців потому, на півдні Сполучених Штатів спалахнули масові протести серед місцевих християнських громад. Деякі радіостанції перестали ставити в ефір пісні The Beatles, довелося скасувати низку прес-конференцій, люди публічно спалювали записи групи, а самим музикантам почали надходити погрози. Інцидент збігся з американськими гастролями групи в серпні 1966 року, у зв'язку з чим Леннон та менеджер The Beatles Браян Епштейн спробували зам'яти скандал кількома прес-конференціями. Зрештою, певну частину концертів в рамках американського турне було скасовано у зв'язку з залякуваннями групи та масовими акціями протесту, в тому числі пікетуваннями з боку членів ку-клукс-клану. У остаточному підсумку, ці події посприяли тому, що The Beatles втратили інтерес до концертних виступів, а тур по США став останніми гастролями групи, після чого вона зосередилася переважно на студійній роботі.

## Передісторія
У березні 1966 року лондонська газета Evening Standard опублікувала статтю у рамках щотижневої серії «How Does A Beatle Live?» («Як поживає Бітл?»), в якій у хронологічному порядку містилися відомості про життя Джона Леннона, Рінго Старра, Джорджа Харрісона та Пола Маккартні. Стаття була написана журналісткою Морін Клів, яка добре знала музикантів групи та регулярно брала у них інтерв'ю з самого початку бітломанії у Великій Британії. Трьома роками раніше вона проголосила The Beatles «улюбленцями Мерсисайду» і супроводжувала ансамбль у літаку під час його першого турне по Сполученим Штатам у лютому 1964 року. У березні 1966 року вона вирішила взяти інтерв'ю у музикантів групи для журнальної рубрики «спосіб життя» по окремішності, а не у всіх разом, як вона це робила зазвичай.

Клів взяла інтерв'ю у Леннона 4 березня 1966 року в його будинку у Вейбриджу. Описуючи його апартаменти, вона серед всіх інших елементів інтер'єру відзначала: розп'яття в натуральну величину, костюм горили, середньовічні обладунки та велику бібліотеку з творами Альфреда Теннісона, Джонатана Свіфта, Оскара Вайлда, Джорджа Орвелла, Олдоса Хакслі та Х'ю Шенфілда, які вплинули на ставлення Леннона до християнства. Клів відзначала в статті, що Леннон «багато читав про релігію» , процитувавши його коментар:
|  | Християнство піде. Воно зникне і усохне. Не потрібно сперечатися: я правий, і майбутнє це доведе. Зараз ми більш популярні, ніж Ісус; я не знаю, що зникне раніше — рок-н-рол чи християнство. Ісус сам по собі був нічого, але його послідовники тупі і рядові. І саме їхні перекручення гублять християнство в мені |

.
Інтерв'ю Клів з Ленноном було опубліковане у газеті Evening Standard в березні 1966 року; тоді воно не викликало жодної помітної реакції британської громадськості. Станом на той час, у Великій Британії спостерігався низький рівень відвідуваності церков, через що представники християнської конфесії не приховували необхідності змінити свій імідж в сторону чогось більш актуального. Публіцист Джонатан Гулд писав «Сатиричні комедіанти присвячували цілі скетчі все більш відчайдушним спробам Церкви уявити себе трішки сучасніше („Не називайте мене вікарієм, кличте мене Діком…“)». У 1963 році англіканський єпископ Вулвічський Джон Робінсон опублікував суперечливу, але популярну книгу «Honest to God», закликавши народ відмовитися від традиційного церковного віровчення про моральність, а також концепції Бога як «старого на небі», на користь універсальної етики любові. У свою чергу, у випущеній трьома роками пізніше книзі «Religion in Secular Society» письменник Брайан Вілсон відзначав, що зростаюча секуляризація призвела до того, що британські церкви почали масово втрачати своїх прихожан. Інакша ситуація спостерігалася в США, де церкви продовжували залишатися популярними.
Відомо, що Маккартні та Харрісон були хрещені в римо-католицькій церкві, але жоден з них не був завзятим послідовником християнства. У свою чергу, Леннон вирізнявся неприязню до інституційної релігійності ще з самої юності. Коли музикантові було 14 років, вікарій вигнав його з приятелем із храму за те, що хлопчики підсмішкувались під час служби, про що згодом Леннон згадував так:
|  | «Я зовсім не був впевнений у щирості віри цього священника. Але я знав, що церква — це будинок Бога, тому я приходив туди, і тамтешня атмосфера завжди змушувала мене відчувати себе емоційним та релігійним, так сказати. З вигнанням за сміх церква для мене скінчилася.» |

Леннон визнавав віру в силу молитви, проте говорив, що йому не подобаються церковні звичаї: «Можливо, громадська молитва і має силу, але я проти всього цього лицемірства, носіння особливого одягу, соціальної діяльності та спільних чаювань». На початку бітломанії група контактувала з Рональдом Гіббонсом — лідером Методистської церкви Великої Британії, який одного разу сказав журналістам, що «бітлівська» версія пісні «O Come, All Ye Faithful» може послужити для Церкви Англії «тим самим стимулом, який вона потребує».

## Реакція в США
На наступний день після того, як стаття Клів була опублікована в Evening Standard, прес-секретар The Beatles Тоні Берроу запропонував американському підлітковому журналу Datebook права на всі чотири інтерв'ю музикантів. Берроу вважав, що ці бесіди важливі для демонстрації фанатам того, що група прогресує за межі простої поп-музики і займається більш складною інтелектуальною роботою. Оскільки Datebook вважався соціально-прогресивним журналом, в якому розглядалися такі теми, як міжрасові стосунки та легалізація марихуани, він видавався підходящим медіа-майданчиком для розміщення подібної інформації.
3 липня цитата Джона Леннона була опублікована в американському журналі The New York Times Magazine, не викликавши жодної помітної суспільної реакції. Наприкінці липня, коли Datebook перевидав інтерв'ю, редактор журналу Арт Анджер надрукував окремо цитату Леннона: «Я не знаю, що зникне раніше — рок-н-рол чи християнство» на першій шпальті. Також на обкладинку потрапила цитата Пола Маккартні про Америку: «Це паршива країна, де кожен чорний — це брудний ніґґер!». Незабаром почалася хвиля радіо-бойкоту The Beatles — почувши коментарі Леннона від свого колеги Дага Лейтона, діджей бірмінгемської (Алабама) радіостанції WAQY Томмі Чарльз запропонував прибрати записи групи з ефіру, обурено заявивши: «Для мене це неприйнятно. Я більше не збираюся ставити [пісні] The Beatles». Потім Чарльз та Лейтон провели опитування слухачів з приводу висловлювання Леннона, переважна більшість підтримали позицію діджеїв. Згодом Чарльз згадував: «Ми відчували, що це [висловлювання] є настільки абсурдним та блюзнірським, що потрібно було щось зробити, аби показати їм [The Beatles], що речі такого роду так просто не сходять з рук». Ел Бенн, менеджер інформаційного бюро United Press International News, почувши трансляцію WAQY, негайно опублікував новинний звіт в Нью-Йорку, кульмінацією якого стала стаття в The New York Times, опублікована на першій шпальті газети 5 серпня. Незабаром понад двадцять інших станцій взяли приклад WAQY, оголосивши про бойкот групи. Деякі радіостанції далекого півдня США пішли ще далі, організовуючи демонстрації з вогнищами, де публічно спалювали записи The Beatles та інші пов'язані з ними речі.
Епштейн був настільки стурбований суспільною реакцією, що розглядав варіант скасування майбутнього турне The Beatles в США, вважаючи, що для життя музикантів може існувати загроза.. Продюсер прилетів в США і провів прес-конференцію в Нью-Йорку, де публічно розкритикував дії Datebook, заявивши, що журнал вирвав слова Леннона з контексту, а також висловив співчуття від імені групи стосовно того, що «люди з певними релігійними переконаннями могли бути таким чином ображені». Тим не менш, зусилля Епштайна не отримали великого ефекту, оскільки інформація про скандал швидко просочився за межі США. У Мехіко пройшли громадські демонстрації, які засуджували групу; ряд країн, включаючи Південну Африку, Іспанію та Філіппіни, прийняли рішення заборонити музику The Beatles на національних радіостанціях. Ватикан також публічно засудив Леннона: «Нас шокує не стільки зарозумілість Леннона, скільки важке враження від сказаного публічно твердження про те, що багато християн відвертаються від Христа».
Незважаючи на те, що скандал набирав обертів, група вирішила не скасовувати гастролі, відправившись в турне 11 серпня 1966 року. За словами дружини Леннона, Сінтії, музикант нервував і був засмучений тим, що він розлютив людей, просто висловлюючи свою думку. Прибувши в США, The Beatles провели прес-конференцію в чиказькому аеропорту, вперше публічно висловившись з цього питання; спочатку Леннон не хотів вибачатися, однак Епштейн та Берроу наполягли на цьому, вручивши йому заздалегідь підготовлений текст. Музикант вимовив його перед десятками журналістів: «Якби я сказав, що телебачення є більш популярним, ніж Ісус, то, напевно, все було б гаразд. Я ж сказав те ж саме про „Бітлз“, вживши це слово в тому сенсі, який в нього вкладають люди, а не я сам. Я сказав, що „Бітлз“ здійснили більший вплив на молодь, ніж всі інші, включаючи навіть самого Христа. Але я не говорив, що ми краще або що ми більш великі, ніж Ісус. Мене неправильно зрозуміли…», підкресливши, що він просто прокоментував те, як інші люди сприймають та популяризують групу. Потім Леннон описав власну віру в Бога, процитувавши єпископа Вулвічського: «[Я сприймаю Бога] не як старого на небі. Я вірю: те, що люди називають Богом, є у всіх нас…». Музикант продовжував: «Я міг би сказати, що я зараз більший християнин, ніж будь-коли. […] Я вірю: те, що проповідували Ісус, Магомет та Будда, було правильним. Але ось їхні тлумачі наробили помилок. Ісус говорив одне, а потім утворилися всі ці громади, які стали по-своєму трактувати Його слова, і в результаті вчення спотворювалося. Це як при грі в „зіпсований телефон“. Я прошепчу найближчій до мене людині „люби ближнього свого“ або „всі повинні бути рівними“; але поки це дійде до останнього гравця, то весь зміст цих слів перетвориться на щось зовсім інше…».
Наполягаючи на тому, що він не порівнював себе з Христом («Я не говорив того, що мені приписують»), Леннон намагався пояснити пресі занепад християнства у Великій Британії. Нарешті, відреагувавши на наполегливі спроби одного з репортерів примусити його вибачитися, музикант сказав: «Якщо ви хочете, щоб я вибачився, якщо це зробить вас щасливими, тоді гаразд, мені шкода. […] Я шкодую про те, що сказав це. Я ніколи не був паршивим антирелігійником… Я приношу свої вибачення».
Відразу ж після свого початку, тур групи був затьмарений протестами і заворушеннями. Музиканти регулярно отримували дзвінки з погрозами, а їхні концерти пікетувалися членами Ку-клукс-клану. Висвітлюючи обурення американської громадськості, британський журнал Daily Express писав: «Здається це нервує американців — стримувати свій гнів, у той час як тиждень за тижнем Америка експортує нам свою субкультуру, яка підносить The Beatles, як чотирьох суворих старих ктиторів». Окрім цього, протести зазнали критики в самих Сполучених Штатах; наприклад, центральна радіостанція Кентуккі оголосила, що продовжуватиме ставити музичні твори The Beatles в ефір для того, щоб продемонструвати своє «презирство до персоніфікованого лицемірства», а єзуїтський журнал America підкреслив: «Леннон просто озвучив те, що охоче підтвердять багато християнських просвітників».
У ході розпалу турне міська рада Мемфіса проголосувала за скасування концерту The Beatles на стадіоні Мід-Саут-Колізіум, пояснивши це тим, що вона не бажає, аби «муніципальні об'єкти використовувалися як майданчик для висміювання будь-якої релігії», особливо підкресливши: «The Beatles не раді в Мемфісі». У свою чергу, члени Ку-клукс-клану прибили альбом The Beatles до дерев'яного хреста, пообіцявши квартету «відплату». Разом з іншими консервативними американськими угрупованнями, вони влаштували ще кілька актів публічного спалення записів групи. Окрім цього, преподобний Джиммі Строад заявив, що в Мемфісі буде організований християнський мітинг, який «надасть молоді центрального Півдня можливість продемонструвати, що Ісус Христос популярніший, ніж „Бітлз“». Не дивлячись на все це, концерт в Мемфісі відбувся вчасно за розкладом — 19 серпня; денне шоу пройшло без ексцесів, проте під час вечірнього виступу виникла невеличка паніка, коли один із феєрверків потрапив на сцену і музиканти вирішили, що в них стріляють. Також за планом відбувся концерт в Клівленді, незважаючи на гнівні заяви місцевого священика: «Я викину зі своєї церкви будь-кого, хто погодиться з твердженнями Джона Леннона про християнство, або ж хто відвідає концерт „Бітлз“». Не дивлячись на це, близько 20 тисяч людей все ж прийшли на виступ групи.
The Beatles зненавиділи тур, почасти через розбіжності та негативну реакцію на коментарі Леннона; окрім цього вони були незадоволені тим, що Епштейн продовжував організовувати концертні виступи, які дедалі більше не відповідали їхньому студійному звучанню. Зрештою, скандал затьмарив випуск альбому Revolver в США, який група вважала своїм найкращим і найбільш зрілим музичним твором. Після закінчення туру Харрісон всерйоз задумався про те, щоб покинути групу, однак його вмовили залишитися на умові, що The Beatles зосередяться виключно на студійній роботі. Зробивши перерву, музиканти зібралися знову в листопаді 1966 року, щоб почати запис альбому Sgt. Pepper's Lonely Hearts Club Band. Він був випущений у червні 1967 року, отримавши величезний комерційний успіх та захоплені відгуки з боку преси.

## Наслідки
У 1969 році Леннона знову запитали про цей скандал під час візиту в Канаду. Музикант повторив свої слова про те, що The Beatles здійснюють більший вплив на молодь, ніж Христос, додавши, що деякі священнослужителі також поділяють його думку. Музикант назвав протестуючих в США «фашистськими християнами», сказавши, що він «дуже великий шанувальник Христа. Він мені завжди подобався. Він мав рацію». У 1978 році музикант подякував Ісусові за те, що він поклав кінець гастролям The Beatles, заявивши: «Якби я не сказав тих слів і не засмутив дуже християнський Ку-клукс-клан, ну-у-у, Господи, я б [напевно ] все ще виступав з іншими блохами! Нехай Господь благословить Америку. Дякую тобі, Ісус».
У 1993 році публіцист Майкл Медвед написав у The Sunday Times, що «в наш час, коментарі, наподіб леннонівських, в принципі не могли б викликати суперечок; презирливе ставлення до релігії зустрічається майже у всіх мейнстрімних поп-виконавців». У 1997 році музикант Ноел Галлахер заявив, що його група Oasis (яка станом на той час перебувала на піку своєї популярності) «крутіше Ісуса» (англ. «Bigger than Jesus»), однак громадська реакція на це висловлювання була практично мінімальною. Набагато більший резонанс викликала заява Галлахера в інтерв'ю телеканалу MTV 1996 року про те, що «Oasis стали більш популярними, ніж The Beatles». Пол Маккартні, який був шанувальником Oasis, згодом стверджував, що подібне твердження стало однією з грандіозних помилок колективу і причиною падіння популярності. В інтерв'ю журналу New Musical Express 2016 року Маккартні охарактеризував заяву Галлахера, назвавши її «поцілунком смерті».
У статті 2008 року, присвяченій 40-річчю однойменного альбому The Beatles (також відомого як «Білий альбом»), ватиканська газета L'Osservatore Romano опублікувала сентенцію: «Після стількох років зауваження Джона Леннона, яка викликала хвилю обурення, в першу чергу в США, виглядають просто як „хвастощі“ молодого вихідця з робітничого середовища, що виріс на легенді про рок-н-рол та Елвіса Преслі і зіткнувся з раптовим запаморочливим успіхом. Факт залишається фактом: через 38 років після розпаду [The Beatles], пісні бренду „Леннон-Маккартні“ продемонстрували потужний опір плину часу, ставши джерелом натхнення для декількох поколінь поп-музикантів».
Рінго Старр так відреагував на цю заяву: «Хіба Ватикан не стверджував, що ми, можливо, були сатанистами, вони все ще нас прощають? Я думаю, що у Ватикану є й інші теми для обговорення, окрім The Beatles». У своєму номері від 14 квітня 2010 року редакція L'Osservatore Romano відповіла на коментарі Старра: «Джон Леннон не потребував в прощення з боку Ватикану, „L'Osservatore Romano“ лише передрукувала свою статтю 1966 року про коментарі Джона Леннона. У цій статті зазначалося, що Леннон вибачився за свої коментарі, і що його колега Пол Маккартні критикував їх». У 2010 році Старр заявив, що відтепер він знайшов релігію, додавши: «Що стосується мене, то Бог є в моєму житті … Думаю, ці пошуки тривали з 1960-х».
У 2012 році музичний блог газети Houston Press порівняв доступну інформацію в мейнстрімних ЗМІ і, зрештою, прийшов до висновку, що Ісус є більш популярним, ніж The Beatles. У 2015 році редакція газети The Philippine Star зазначила, що майже через півстоліття після заяв Леннона все сталося з точністю до навпаки: «рок-н-рол мертвий, а християнство примножилося, завдяки феноменальному росту католицизму під керівництвом Папи Франциска».